# Callinectes marginatus
Callinectes marginatus is een krabbensoort uit de familie van de Portunidae. De wetenschappelijke naam van de soort werd in 1861 voor het eerst geldig gepubliceerd door Alphonse Milne-Edwards.